# Campionati del mondo di atletica leggera 2015 - 1500 metri piani femminili
La gara dei 1500 metri piani femminili dei Campionati del mondo di atletica leggera 2015 si è svolta tra il 22 e il 25 agosto 2015.

## Podio
| Pos.    | Atleta         | Nazionalità | Tempo   |
| ------- | -------------- | ----------- | ------- |
| Oro     | Genzebe Dibaba | Etiopia     | 4'08"09 |
| Argento | Faith Kipyegon | Kenya       | 4'08"96 |
| Bronzo  | Sifan Hassan   | Paesi Bassi | 4'09"34 |

## Situazione pre-gara

### Record
Prima di questa competizione, il record del mondo (WR) e il record dei campionati (CR) erano i seguenti.
| Record                | Prestazione | Atleta                   | Data                           | Competizione              |
| --------------------- | ----------- | ------------------------ | ------------------------------ | ------------------------- |
| Record mondiale       | 3'50"07     | Genzebe Dibaba Etiopia   | 17 luglio 2015 Monaco          |                           |
| Record dei campionati | 3'58"52     | Tatyana Tomashova Russia | 31 agosto 2003 Parigi, Francia | Campionati del mondo 2003 |

### Campioni in carica
I campioni in carica, a livello mondiale e continentale, erano:
| Campione | Atleta                      | Prestazione | Data                               | Competizione               |
| -------- | --------------------------- | ----------- | ---------------------------------- | -------------------------- |
| Olimpico | Asli Çakir Alptekin Turchia | 4'10"23     | 10 agosto 2012 Londra, Regno Unito | Giochi della XXX Olimpiade |
| Mondiale | Abeba Aregawi Svezia        | 4'02"67     | 15 agosto 2013 Mosca, Russia       | Campionati del mondo 2013  |

### La stagione
Prima di questa gara, gli atleti con le migliori tre prestazioni dell'anno erano:
| Pos. | Atleta                      | Prestazione | Data                  |
| ---- | --------------------------- | ----------- | --------------------- |
| 1    | Genzebe Dibaba Etiopia      | 3'50"07     | 17 luglio 2015 Monaco |
| 2    | Sifan Hassan Paesi Bassi    | 3'56"05     | 17 luglio 2015 Monaco |
| 3    | Shannon Rowbury Stati Uniti | 3'56"29     | 17 luglio 2015 Monaco |

## Risultati

### Qualificazioni
I primi 6 di ogni batteria (Q) e i successivi 6 tempi migliori (q) avanzano alle semifinali
| Pos. | Batteria | Nome                       | Nazionalità         | Tempo   | Note                                     |
| ---- | -------- | -------------------------- | ------------------- | ------- | ---------------------------------------- |
| 1    | 3        | Genzebe Dibaba             | Etiopia             | 4'02"59 | Q                                        |
| 2    | 3        | Faith Chepngetich Kipyegon | Kenya               | 4'02"77 | Q                                        |
| 3    | 3        | Rababe Arafi               | Marocco             | 4'04"17 | Q                                        |
| 4    | 1        | Besu Sado                  | Etiopia             | 4'05"39 | Q                                        |
| 5    | 1        | Laura Muir                 | Regno Unito         | 4'05"53 | Q                                        |
| 6    | 3        | Maureen Koster             | Paesi Bassi         | 4'05"55 | Q                                        |
| 7    | 1        | Nancy Chepkwemoi           | Kenya               | 4'05"65 | Q                                        |
| 8    | 1        | Shannon Rowbury            | Stati Uniti         | 4'05"66 | Q                                        |
| 9    | 1        | Betlhem Desalegn           | Emirati Arabi Uniti | 4'05"73 | Q                                        |
| 10   | 1        | Anna Shchagina             | Russia              | 4'05"78 | Q                                        |
| 11   | 1        | Lauren Johnson             | Stati Uniti         | 4'05"79 | q                                        |
| 12   | 1        | Malika Akkaoui             | Marocco             | 4'05"85 | q                                        |
| 13   | 1        | Renata Pliś                | Polonia             | 4'05"89 | q                                        |
| 14   | 3        | Amela Terzić               | Serbia              | 4'06"07 | Q                                        |
| 15   | 3        | Laura Weightman            | Regno Unito         | 4'06"13 | Q                                        |
| 16   | 3        | Kerri Gallagher            | Stati Uniti         | 4'06"34 | q                                        |
| 17   | 3        | Sofia Ennaoui              | Polonia             | 4'06"94 | q                                        |
| 18   | 1        | Muriel Coneo               | Colombia            | 4'08"31 | q,                                       |
| 19   | 3        | Margherita Magnani         | Italia              | 4'09"06 |                                          |
| 20   | 1        | Melissa Duncan             | Australia           | 4'09"29 |                                          |
| 21   | 3        | Luiza Gega                 | Albania             | 4'09"36 |                                          |
| 22   | 2        | Sifan Hassan               | Paesi Bassi         | 4'09"52 | Q                                        |
| 23   | 2        | Dawit Seyaum               | Etiopia             | 4'09"64 | Q                                        |
| 24   | 2        | Abeba Aregawi              | Svezia              | 4'10"77 | Q                                        |
| 25   | 2        | Tatyana Tomashova          | Russia              | 4'10"79 | Q                                        |
| 26   | 2        | Jennifer Simpson           | Stati Uniti         | 4'10"91 | Q                                        |
| 27   | 2        | Angelica Cichocka          | Polonia             | 4'11"08 | Q                                        |
| 28   | 2        | Viola Cheptoo Lagat        | Kenya               | 4'12"15 |                                          |
| 29   | 2        | Nicole Sifuentes           | Canada              | 4'12"82 |                                          |
| 30   | 3        | Florina Pierdevara         | Romania             | 4'13"76 |                                          |
| 31   | 2        | Nikki Hamblin              | Nuova Zelanda       | 4'16"65 |                                          |
| 32   | 1        | Eliane Saholinirina        | Madagascar          | 4'19"54 | Miglior prestazione personale stagionale |
| 33   | 2        | Heidi See                  | Australia           | 4'20"65 |                                          |
| 34   | 2        | Amina Bakhit               | Sudan               | 4'22"49 | Miglior prestazione personale stagionale |
|      | 2        | Siham Hilali               | Marocco             | dnf     |                                          |

### Semifinali
I primi 5 di ogni semifinale (Q) e i successivi 2 tempi migliori (q) avanzano alle semifinali
| Pos. | Batteria | Nome                       | Nazionalità         | Tempo   | Note |
| ---- | -------- | -------------------------- | ------------------- | ------- | ---- |
| 1    | 2        | Genzebe Dibaba             | Etiopia             | 4'06"74 | Q    |
| 2    | 2        | Faith Chepngetich Kipyegon | Kenya               | 4'06"88 | Q    |
| 3    | 2        | Laura Muir                 | Regno Unito         | 4'07"95 | Q    |
| 4    | 2        | Rababe Arafi               | Marocco             | 4'08"19 | Q    |
| 5    | 2        | Jennifer Simpson           | Stati Uniti         | 4'08"20 | Q    |
| 6    | 2        | Tatyana Tomashova          | Russia              | 4'08"72 | q    |
| 7    | 2        | Angelica Cichocka          | Polonia             | 4'09"19 | q    |
| 8    | 2        | Lauren Johnson             | Stati Uniti         | 4'10"01 |      |
| 9    | 2        | Maureen Koster             | Paesi Bassi         | 4'10"95 |      |
| 10   | 2        | Amela Terzić               | Serbia              | 4'13"92 |      |
| 11   | 2        | Renata Pliś                | Polonia             | 4'15"10 |      |
| 12   | 1        | Sifan Hassan               | Paesi Bassi         | 4'15"38 | Q    |
| 13   | 1        | Dawit Seyaum               | Etiopia             | 4'15"46 | Q    |
| 14   | 1        | Abeba Aregawi              | Svezia              | 4'15"90 | Q    |
| 15   | 1        | Malika Akkaoui             | Marocco             | 4'16"61 | Q    |
| 16   | 1        | Shannon Rowbury            | Stati Uniti         | 4'16"64 | Q    |
| 17   | 1        | Sofia Ennaoui              | Polonia             | 4'16"70 |      |
| 18   | 1        | Besu Sado                  | Etiopia             | 4'17"17 |      |
| 19   | 1        | Kerri Gallagher            | Stati Uniti         | 4'17"63 |      |
| 20   | 1        | Anna Shchagina             | Russia              | 4'17"82 |      |
| 21   | 1        | Betlhem Desalegn           | Emirati Arabi Uniti | 4'17"92 |      |
| 22   | 2        | Muriel Coneo               | Colombia            | 4'18"14 |      |
| 23   | 1        | Nancy Chepkwemoi           | Kenya               | 4'18"15 |      |
|      | 1        | Laura Weightman            | Regno Unito         | dns     |      |

### Finale
| Pos. | Atleta                     | Nazionalità | Tempo   | Note |
| ---- | -------------------------- | ----------- | ------- | ---- |
|      | Genzebe Dibaba             | Etiopia     | 4'08"09 |      |
|      | Faith Chepngetich Kipyegon | Kenya       | 4'08"96 |      |
|      | Sifan Hassan               | Paesi Bassi | 4'09"34 |      |
| 4    | Dawit Seyaum               | Etiopia     | 4'10"26 |      |
| 5    | Laura Muir                 | Regno Unito | 4'11"48 |      |
| 6    | Abeba Aregawi              | Svezia      | 4'12"16 |      |
| 7    | Shannon Rowbury            | Stati Uniti | 4'12"39 |      |
| 8    | Angelica Cichocka          | Polonia     | 4'13"22 |      |
| 9    | Rababe Arafi               | Marocco     | 4'13"66 |      |
| 10   | Tatyana Tomashova          | Russia      | 4'14"18 |      |
| 11   | Jennifer Simpson           | Stati Uniti | 4'16"28 |      |
| 12   | Malika Akkaoui             | Marocco     | 4'16"98 |      |